# بهروز گرانپایه
بهروز گرانپایه نویسنده و روزنامه‌نگار ایرانی است.

## زندگی‌نامه
بهروز گرانپایه در نخستین روز ماه اردیبهشت سال ۱۳۳۵ در محله سر دزک شهر شیراز زاده شد. کودکی را در محله بیات و دبستان دانشور گذراند و مدرک دیپلم خود را از دبیرستان شاهپور که بر اساس الگویی از مدارس آمریکایی توسط یکی از اعضا خاندان دستغیب مدیریت می‌شد، در سال ۱۳۵۳ دریافت کرد. بهروز گرانپایه که عمده شهرت وی به خاطر روزنامه‌نگاری و پژوهش‌های اجتماعی است، در ادبیات و سرودن شعر نیز فعالیت‌هایی تاکنون داشته‌است؛ فعالیت‌هایی که با تحصیلات دانشگاهی وی هیچ نسبتی ندارد. وی مدرک کارشناسی خود را در رشته ماشین آلات کشاورزی از دانشگاه شیراز و کارشناسی ارشد خود را در رشته مدیریت سیستم‌ها و بهره‌وری از دانشگاه صنعتی امیرکبیر گرفت.

## آثار و تألیفات

### مقالات چاپ شده
- کارکرد ترجیع‌بند در شعر نو، مجله نامه فرهنگ، زمستان ۱۳۶۹، شماره ۲، صفحات 80-85[۱]
- توسعه مطبوعات و اصول اخلاق رسانه‌ای: معنویت‌گرایی، توسعه‌گرایی و مردم‌گرایی؛ رویکرد رسانه‌ای مطلوب، مجله رسانه، زمستان ۱۳۷۸، شماره ۴۰، صفحات 31-38[۲]
- نگاهی به دو دفتر طرح، مجله دانشگاه انقلاب، اردیبهشت ۱۳۶۸ - شماره ۶۵، صفحات 40-43[۳]
- آینه‌ای برابر همه چیز، مجله دانشگاه انقلاب، مرداد ۱۳۶۸ - شماره ۶۸، صفحات 50-51[۴]
- نگاهی به علل دگرگونی در انقلاب مصر، مجله دانشگاه انقلاب، دی ۱۳۶۷ - شماره ۶۱، صفحات 15-19[۵]
- شکل و ساخت در شعر نو، مجله دانشگاه انقلاب، مرداد ۱۳۶۸ - شماره ۶۸، صفحات 56-60[۶]